# Kaycee
Kaycee város az USA Wyoming államában, Johnson megyében. Lakosainak száma 247 fő (2020. április 1.).

## Népesség
A település népességének változása:

| 2010 | 263 |
| 2020 | 247 |